# Pimelodella

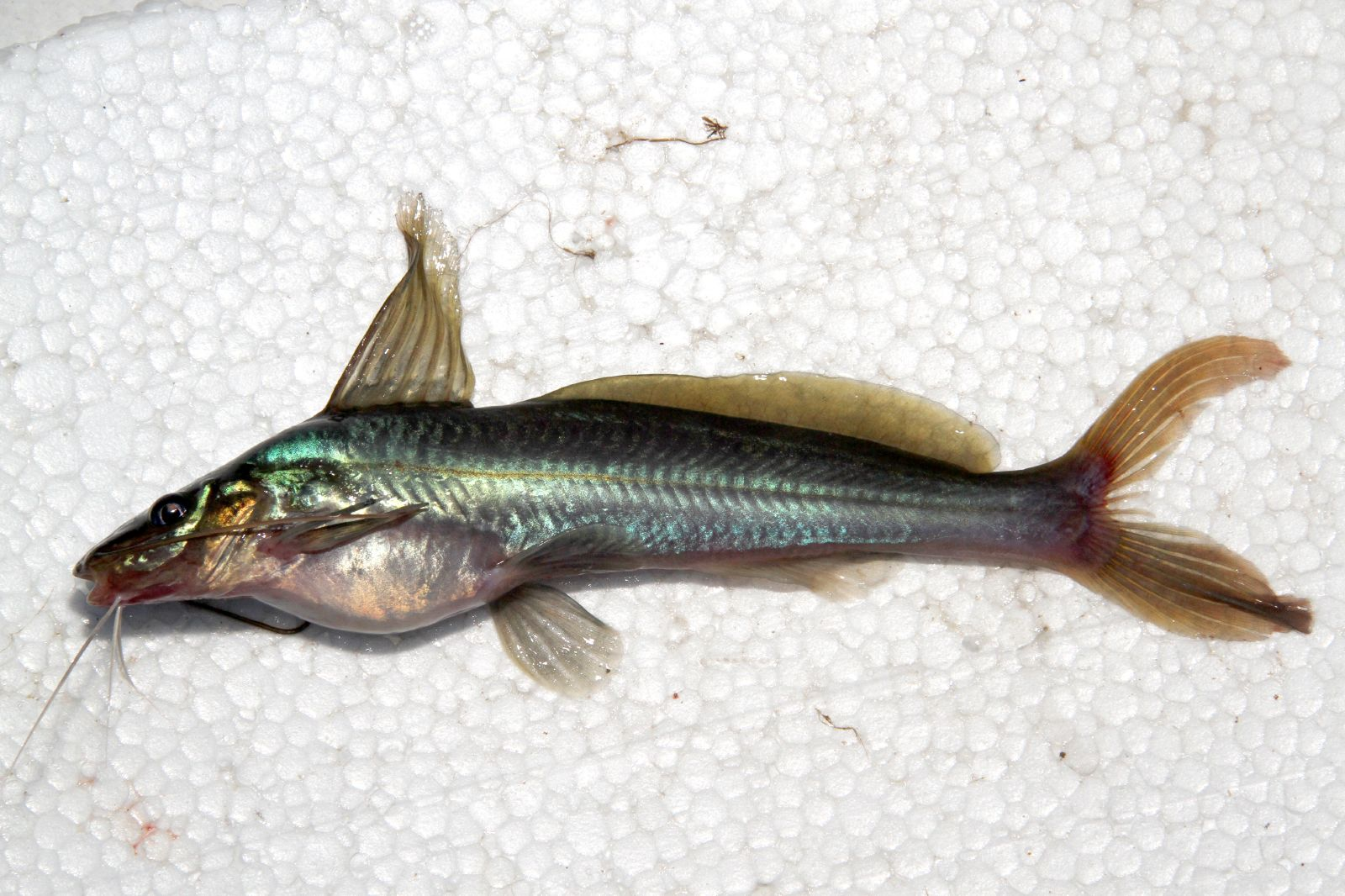
Pimelodella sp.

Pimelodella es un género de peces de agua dulce de la familia Heptapteridae en el orden Siluriformes. Se distribuye en aguas templadas y cálidas del sur de América central y gran parte de América del Sur. Mayormente son peces pequeños, son pocas las especies que superan los 20 cm; la mayor especie (Pimelodella cristata) alcanza una longitud total de 34 cm. Está integrado por 78 especies. Este género incluye dos especies troglobíticas: P. kronei y P. spelaea.

## Distribución
Este género tiene una distribución a ambos lados de la Cordillera de los Andes en su porción septentrional. Se distribuye desde Panamá hasta Paraguay, el sur de Brasil, el Uruguay
 y el centro-este de la Argentina.

## Taxonomía
Este género fue descrito originalmente en el año 1888, por los ictiólogos estadounidenses Rosa Smith Eigenmann y Carl H. Eigenmann, este último nacido en Alemania.
Especies
Pimelodella es el género más grande de la familia Heptapteridae, sin embargo, necesita de una revisión taxonómica. Este género se subdivide en 79 especies:
- Pimelodella altipinnis (Steindachner, 1864)
- Pimelodella australis C. H. Eigenmann, 1917
- Pimelodella avanhandavae C. H. Eigenmann, 1917
- Pimelodella boliviana C. H. Eigenmann, 1917
- Pimelodella boschmai van der Stigchel, 1964
- Pimelodella brasiliensis (Steindachner, 1877)
- Pimelodella breviceps (Kner, 1858)
- Pimelodella buckleyi (Boulenger, 1887)
- Pimelodella chagresi (Steindachner, 1876)
- Pimelodella chaparae Fowler, 1940
- Pimelodella conquetaensis C. G. E. Ahl, 1925
- Pimelodella cristata (J. P. Müller & Troschel, 1848)
- Pimelodella cruxenti Fernández-Yépez, 1950
- Pimelodella cyanostigma (Cope, 1870)
- Pimelodella dorseyi Fowler, 1941
- Pimelodella eigenmanni (Boulenger, 1891)
- Pimelodella eigenmanniorum (A. Miranda-Ribeiro, 1911)
- Pimelodella elongata (Günther, 1860)
- Pimelodella enochi Fowler, 1941
- Pimelodella eutaenia Regan, 1913
- Pimelodella figueroai Dahl, 1961
- Pimelodella geryi Hoedeman, 1961
- Pimelodella gracilis (Valenciennes, 1835)
- Pimelodella griffini C. H. Eigenmann, 1917
- Pimelodella grisea (Regan, 1903)
- Pimelodella guato Pierre & Slobodian, 2024[4]
- Pimelodella harttii (Steindachner, 1877)
- Pimelodella hartwelli Fowler, 1940
- Pimelodella hasemani C. H. Eigenmann, 1917
- Pimelodella howesi Fowler, 1940
- Pimelodella ignobilis (Steindachner, 1907)
- Pimelodella itapicuruensis C. H. Eigenmann, 1917
- Pimelodella kronei (A. Miranda-Ribeiro, 1907)
- Pimelodella lateristriga (M. H. C. Lichtenstein, 1823)
- Pimelodella laticeps C. H. Eigenmann, 1917
- Pimelodella laurenti Fowler, 1941
- Pimelodella leptosoma (Fowler, 1914)
- Pimelodella linami L. P. Schultz, 1944
- Pimelodella longipinnis (Borodin, 1927)
- Pimelodella macrocephala (Miles, 1943)
- Pimelodella macturki C. H. Eigenmann, 1912
- Pimelodella martinezi Fernández-Yépez, 1970
- Pimelodella meeki C. H. Eigenmann, 1910
- Pimelodella megalops C. H. Eigenmann, 1912
- Pimelodella megalura A. Miranda-Ribeiro, 1918
- Pimelodella metae C. H. Eigenmann, 1917
- Pimelodella modestus (Günther, 1860)
- Pimelodella montana W. R. Allen, 1942
- Pimelodella mucosa C. H. Eigenmann & Ward, 1907
- Pimelodella nigrofasciata (Perugia, 1897)
- Pimelodella notomelas C. H. Eigenmann, 1917
- Pimelodella odynea L. P. Schultz, 1944
- Pimelodella ophthalmica (Cope, 1878)
- Pimelodella pallida Dahl, 1961
- Pimelodella papariae (Fowler, 1941)
- Pimelodella pappenheimi C. G. E. Ahl, 1925
- Pimelodella parnahybae Fowler, 1941
- Pimelodella parva Güntert, 1942
- Pimelodella pectinifer C. H. Eigenmann & R. S. Eigenmann, 1888
- Pimelodella peruana C. H. Eigenmann & G. S. Myers, 1942
- Pimelodella peruensis Fowler, 1915
- Pimelodella procera Mees, 1983
- Pimelodella rendahli C. G. E. Ahl, 1925
- Pimelodella reyesi Dahl, 1964
- Pimelodella robinsoni (Fowler, 1941)
- Pimelodella roccae C. H. Eigenmann, 1917
- Pimelodella rudolphi A. Miranda-Ribeiro, 1918
- Pimelodella serrata C. H. Eigenmann, 1917
- Pimelodella spelaea Trajano, R. E. dos Reis & Bichuette, 2004
- Pimelodella steindachneri C. H. Eigenmann, 1917
- Pimelodella taeniophora (Regan, 1903)
- Pimelodella taenioptera A. Miranda-Ribeiro, 1914
- Pimelodella tapatapae C. H. Eigenmann, 1920
- Pimelodella transitoria A. Miranda-Ribeiro, 1907
- Pimelodella vittata (Lütken, 1874)
- Pimelodella wesselii (Steindachner, 1877)
- Pimelodella witmeri Fowler, 1941
- Pimelodella wolfi (Fowler, 1941)
- Pimelodella yuncensis Steindachner, 1902